# Mauretania na Letnich Igrzyskach Olimpijskich 1984
Mauretanię na Letnich Igrzyskach Olimpijskich 1984 reprezentowało 2 zawodników (sami mężczyźni) startujących w lekkoatletyce. Był to pierwszy start reprezentantów Mauretanii na letnich igrzyskach olimpijskich.

## Skład kadry

### Zapasy
Mężczyźni
- Mamadou Diallo - styl wolny, waga lekkociężka - odpadł w eliminacjach
- Oumar Samba Sy - styl wolny, waga ciężka - odpadł w eliminacjach